# Барано-д’Искья
Барано-д’Искья (итал. Barano d'Ischia) — коммуна в Италии, располагается на острове Иския в регионе Кампания, в провинции Неаполь.
Население составляет 9793 человека (2008 г.), плотность населения составляет 890 чел./км². Занимает площадь 11 км². Почтовый индекс — 80070. Телефонный код — 081.
Покровителями коммуны почитаются святой Себастьян, празднование 20 января, и святой Рох.

## Демография
Динамика населения:

## Администрация коммуны
- Официальный сайт: http://www.comunebarano.it/